# Черни въглища
Черните въглища са вид въглища с висока калоричност (до 6000 kcal). Подходящи са за коксуване и използване в металургията.

## Черни въглища в България
Запасите им в България възлизат на 22 млн. тона или 0,5% от въглищата в страната. Характеризират се с ниско съдържание на влага – 3 – 6% и пепелно съдържание – до 30%. Около 85% от черните въглища в България са съсредоточени в Балканбас, разположен между Твърдица, Габрово и Сливен в Централна Стара планина. Те са с горнокредна възраст. Въглищните пластове са с дебелина до 2 m и са разположени на голяма дълбочина. Те се обогатяват във фабриката край жп гара Твърдица.
Много перспективен е Добруджанският басейн, разположен на север от Балчик и Каварна. Запасите се изчисляват на около 1,2 млрд. тона. Те са с карбонска възраст. Разположени са на голяма дълбочина – от 1500 до над 2500 m. Максималната дебелина на пластовете достига до 11 m.
Въглищата в Белоградчишкия басейн и Бургаско са малко и без стопанско значение.